# Jérôme Rothen
Jérôme Rothen (Châtenay - Malabry, 31 de março de 1978) é um ex-futebolista francês. atuava como ala esquerdo. 

## Seleção
Disputou a Copa das Confederações de 2003, na qual a seleção de seu país foi campeã.
Rothen jogou 13 partidas pela Seleção Francesa e competiu na Eurocopa de 2004.

## Titulos

### Troyes
- Copa Intertoto da UEFA: 1

(2001)

### Monaco
- Copa da Liga Francesa: 1

(2002)

### Paris Saint-German
- Copa da França: 2

(2004 e 2006)
- Copa da Liga Francesa: 1

(2008)

### Rangers
- Campeonato Escocês: 1

(2009)
França
- Copa das Confederações: 2003